# Solemnidad de Santa María, Madre de Dios
Santa María, Madre de Dios (gr. Theotokos) es una celebración litúrgica, con grado de solemnidad, que conmemora el dogma de la Maternidad divina de María madre de Jesús tal y como quedó definido en el Concilio de Éfeso.

## Historia
Se la celebra en la Iglesia católica y en todas las Iglesias en comunión con ella, y se la considera la festividad más importante en honor de María, madre de Jesús, ya que toda su vida y sus dones personales —incluyendo su virginidad— estuvieron orientados a su maternidad.

## Temática litúrgica
La solemnidad litúrgica está estrechamente vinculada a la «Maternidad Divina de María», que también está presente en la forma tradicional del Rito romano en la festividad litúrgica llamada de la «Maternidad de la Santísima Virgen María», en el rito ambrosiano a través de la fiesta litúrgica del «Domingo de la Encarnación» también llamada «Fiesta de la Divina Maternidad de la Virgen María», así como en el ritual de la familia oriental, sobre todo las tradiciones rituales bizantinas de Siria y los ritos coptos, donde es llamada del mismo modo. El rito italo-albanés la llama «Maternidad de la Santa Madre de Dios». Es el último día de la Octava de Navidad.

## Fechas
- En el calendario romano de 1962 la fiesta de segunda clase se lleva a cabo el 11 de octubre, pero tras su más reciente reforma se celebra el 1 de enero, marcando el final de la Octava de Navidad y el comienzo del año civil.[2]
- En el rito ambrosiano de la Encarnación es el domingo sexto y último domingo de Adviento.
- En los ritos siríaco y bizantino la fiesta se celebra el 26 de diciembre.
- En el rito copto, la fiesta se celebra el 16 de enero.